# Martina Werner (femme politique)
Martina Werner, née le 28 décembre 1961 à Cassel en Hesse, est une femme politique allemande.